# تپه کهنه یورت
تپه کهنه یورت مربوط به دوره اشکانیان - دوره ساسانیان - سدهٔ ۷تا۱۰ ه.ق است و در شهرستان میانه، بخش مرکزی، دهستان گرمی جنوبی، ۲ کیلومتری شرق روستای چرکینلو (چیرکینلو)واقع شده و این اثر در تاریخ ۲۷ اسفند ۱۳۸۷ با شمارهٔ ثبت ۲۶۴۳۳ به‌عنوان یکی از آثار ملی ایران به ثبت رسیده است.